# Ócsad
Ócsad (szlovákul Oščadnica) község Szlovákiában, a Zsolnai kerületben, a Csacai járásban.

## Fekvése
Csacától 8 km-re keletre, az Ócsadi-patak mellett fekszik.

## Története
Az 1712-ben alapított falu eredetileg oláh település a Beszkidekben. Első írásos említése is ebből az évből származik, amikor „Oscsadnicza” alakban szerepel. A budatíni, később a sztrecsnói uradalom része volt. 1720-ban 3 malom és 45 adózó háztartás állt a településen. 1784-ben 254 házában, 391 családban 1929 lakos élt.
A 18. század végén Vályi András így ír róla: „OSZADNICZA. Trencsén Várm. itten hajdan számos tolvajok vóltak, ’s panaszolkodik Bél Mátyás, hogy midőn 1704dikben itten útazott vólna, miattok elég félelmet szenvedett”.
1828-ban 306 háza és 2987 lakosa volt, akik állattartással és faáru készítéssel foglalkoztak.
Fényes Elek 1851-ben kiadott geográfiai szótárában így ír a faluról: „Oszednicza, tót falu, Trencsén vmegyében, ut. p. Csácsához egy óra a Magura hegye alatt, közel a gallicziai határszélhez. Határa nagy, de sovány. Lakosai többnyire faeszközök készitéséből, továbbá tehén és juhtartásból élősködnek. Számlál 2039 kath., 3 zsidót; van tulajdon paroch. temploma. F. u. h. Eszterházy.”
A trianoni békéig Trencsén vármegye Csacai járásához tartozott.
1918 után a mezőgazdaság lett a fő megélhetési forrás. A faluban öt vízifűrész-telep és két vízimalom működött.

## Népessége
| Év:            | 1994. | 2004.   | 2014.   | 2024.   |
| -------------- | ----- | ------- | ------- | ------- |
| Emberek száma: | 5613  | 5699    | 5660    | 5807    |
| Eltérés:       |       | +1,53 % | -0,68 % | +2,59 % |

| Év:            | 2023. | 2024.   |
| -------------- | ----- | ------- |
| Emberek száma: | 5755  | 5807    |
| Eltérés:       |       | +0,90 % |

1910-ben 3090, túlnyomórészt szlovák anyanyelvű lakosa volt.
2001-ben 5554 lakosából 5471 szlovák volt.
2011-ben 5628 lakosából 5460 szlovák volt.

## Neves személyek
- Itt született 1867-ben Mittuch József plébános.
- Itt szolgált Jozef Tiso pap, elnök.

## Nevezetességei
- Kegykápolnáját 1946-ban építették hálából azért, hogy a második világháborúban a falu megmenekült a pusztulástól.
- A Nagyboldogasszony tiszteletére szentelt római katolikus temploma 1804-ben épült a régi fatemplom helyén, 1940-ben átépítették.
- Emeletes kastélyát 1910 és 1913 között birtokosa, a porosz származású gróf Ballestrem építtette. Festői park övezi. Ma a csacai Kiszucai Galéria a birtokosa.
- A faluban a népi építészet számos szép példája látható.

## Külső hivatkozások
- Hivatalos oldal
- Községinfó
- Ócsad Szlovákia térképén
- E-obce.sk Archiválva 2007. december 18-i dátummal a Wayback Machine-ben